# Protopteryx
Protopteryx ist eine Gattung der Vögel der Jehol-Biota. Die einzige bekannte Art der bislang monotypischen Gattung ist Protopteryx fengningensis aus der Huajiying-Formation im Autonomen Kreis Fengning im Nordosten der chinesischen Provinz Hebei. Er gilt als einer der ältesten und primitivsten Vertreter der Enantiornithes.

## Etymologie und Forschungsgeschichte
Der Gattungsname setzt sich zusammen aus den altgriechischen Wörtern πρώτος (protos = „der Erste“, „Erster“) und πτέρυξ (ptéryx = „Flügel“, „Schwingen“, „Feder“). Der Artzusatz „fengningensis“ bezieht sich auf den Fundort im Autonomen Kreis Fengning. Nach Ansicht der Erstbeschreiber lässt sich der Gattungsname als „primitive Feder“ übersetzen.
Von Protopteryx fengningensis sind bislang nur zwei Exemplare bekannt: Der Holotypus (IVPP V 11665) und ein Paratypus (IVPP V 11844). Beide Exemplare zeigen weitgehend vollständige, artikulierte Skelette mit Federabdrücken und liegen jeweils in Form von Platte und Gegenplatte vor. Die Erstbeschreibung von Gattung und Typusart erfolgte 2000 durch Zhang & Zhou.
2006 stellten Zhou & Zhang für Protopteryx fengningensis eine eigene neue Familie (Protopterygidae) innerhalb einer eigenen neuen Ordnung (Protopterygiformes) auf. Im selben Jahr veröffentlichten He et al. absolute Altersdaten für den fossilführenden Horizont („Protopteryx-Horizont“) auf Basis von Ar-Ar-Datierungen an Kalifeldspaten aus vulkanischen Tufflagen und wiesen ihm ein Alter von 130,7±1,4 Ma zu. Das entspricht etwa der Grenze zwischen oberstem Hauterivium und unterstem Barremium innerhalb der Unterkreide.
In den oben genannten Publikationen wird als Fundschicht („Stratum typicum“) von Protopteryx fengningensis, jeweils unterschiedlich, zum einen die Yixian-Formation und zum anderen die Dabeigou-Formation angegeben. 2008 verorten Jin et al. den Fundhorizont innerhalb der Huajiying-Formation.

## Merkmale
Protopteryx wurde in etwa so groß wie ein Star, wobei die Autoren der Erstbeschreibung mit diesem Größenvergleich Bezug nehmen auf den in Ostasien sehr häufigen Weißwangenstar (Spodiopsar cineraceus = Sturnus cineraceus), der geringfügig größer wird als der in Europa besser bekannte Gemeine Star (Sturnus vulgaris).
Das auffälligste Merkmal von Protopteryx sind zwei lange zentrale Schwanzfedern. Diese besitzen einen langen Schaft (Rachis), der am proximalen Ende keine Fahnen aus Federästen aufweist. Der Schaft selbst erscheint dabei bandartig abgeflacht. Das distale Ende der Schwanzfedern ist nicht erhalten. Analoge Federtypen („Proximally Ribbon-like Pennaceous Feathers“; „PRPFs“) sind auch von anderen basalen Vertretern der Enantiornithes, zumindest teilweise auch von der nicht zu den Enantiornithes zählenden, annähernd zeitgleich lebenden Gattung Confuciusornis und von nicht zu den Vögeln zählenden Vertretern der Maniraptora wie etwa Epidexipteryx bekannt.
Die Anatomie von Protopteryx zeigt generell eine Mischung aus urtümlichen („primitiven“) und weiter entwickelten („fortgeschrittenen“) Merkmalen.
Zähne sind, wie bei den meisten Vertretern der Enantiornithes, noch vorhanden, scheinen in ihrer Anzahl jedoch stark reduziert zu sein. Fossil belegt sind lediglich zwei spitzkonische, glatte Zähne im Bereich der Prämaxilla des Oberkiefers sowie je ein Zahn im vorderen und im mittleren Bereich des Unterkieferknochens.
Die Handknochen sind länger als bei anderen enanthiornithen Vögeln. Alle drei Finger der Hand tragen kräftige Krallen. Daumenfittiche, bedeutsam für die Aerodynamik bei langsamem Flug und beim Start, sind vorhanden. Das Coracoid weist bereits ein kleines Procoracoid auf. Damit besitzt Protopteryx die anatomischen Voraussetzungen für ein Dreiknochenloch (Foramen triosseum; engl. „triosseal canal“). Durch diese Öffnung im Schultergürtel verläuft bei modernen Vögeln eine Sehne, die den am Brustbeinkamm ansetzenden Musculus supracoracoideus mit dem Oberarmknochen verbindet; eine bedeutende Anpassung für den Flug durch aktiven Flügelschlag. Wahrscheinlich konnte Protopteryx besser fliegen als Archaeopteryx oder Confuciusornis. Die distalen Handwurzelknochen und die Mittelhandknochen sind jedoch noch nicht vollständig zum Carpometacarpus verschmolzen und erinnern noch stark an die anatomischen Verhältnisse bei Archaeopteryx.
Das Synsacrum besteht aus sieben miteinander verschmolzenen Wirbeln. Das Pygostyl ist, wie bei den meisten Vertretern der Enantiornithes, mit Ausnahme von Cruralispennia, stabförmig und zeigt noch nicht die typische Pflugschar-Form der Ornithuromorpha.
Das Wadenbein (Fibula) ist, ähnlich wie bei Archäopteryx, Confuciusornis und den Pengornithidae, der mit Protopteryx am nächsten verwandten Gruppe der basalen Enantiornithes, noch nicht stark reduziert, sondern reicht fast bis zu den lateralen Gelenkknorren des Tibiotarsus. Sowohl bei den modernen Vögeln und deren nächsten, ausgestorbenen Verwandten (Ornithuromorpha), als auch bei den weiter fortgeschrittenen Vertretern der Enantiornithes ist das Wadenbein hingegen stark verkürzt und erreicht meist nur die Hälfte der Länge des Tibiotarsus.

## Palökologie
Für Protopteryx wird, wie für die meisten Vertreter der Enantiornithes, eine baumbewohnende Lebensweise angenommen.
Die Gesteine der Huajiying-Formation wurden im Sichakou-Sedimentbecken im Nordosten der Provinz Hebei in einem lakustrinen Milieu abgelagert, wobei durch ein nahe gelegenes Vulkangebiet immer wieder vulkanische Aschen und Pyroklastika in den Sedimentationsraum eingebracht wurden.
Der „Protopteryx-Horizont“ lieferte neben Protopteryx auch noch Fossilien weiterer früher Vertreter der Vögel wie Eoconfuciusornis, Eopengornis, Cruralispennia und Archaeornithura. Damit waren in diesem Lebensraum bereits Vertreter aller drei mesozoischen Großgruppen der Pygostylia (Confuciusornithidae, Enantiornithes und Ornithuromorpha) gleichzeitig vorhanden.
Dazu kommen noch zwei Fische aus der Ordnung der Störartigen (Peipiaosteus fengningensis und Yanosteus longidorsalis), sowie Salamander und Säugetiere. Neben den Überresten von Wirbeltieren treten auch Fossilien von Pflanzen und Wirbellosen (diverse Weichtiere, Muschelschaler, Ostrakoden, aber auch Insekten und Spinnen) auf. Insbesondere Pflanzen- und Insektenreste sind relativ häufig. Die Faunen-Gesellschaft des „Protopteryx-Horizonts“ wird zuweilen auch als „Peipiaosteus fengningensis-Protopteryx fengningensis Assemblage“ bezeichnet.